# قطعنامه ۱۶۷۹ شورای امنیت
قطعنامه ۱۶۷۹ شورای امنیت سازمان ملل متحد که در تاریخ ۱۶ مه ۲۰۰۶ تصویب شد، سندی بین‌المللی دربارهٔ بررسی وضعیت در سودان است. این قطعنامه طی نشست ۵۴۳۹ام با ۱۵ رای موافق، ۰ مخالف و ۰ ممتنع تصویب شد.